# Siegfried (Vorname)
Siegfried (auch Sigfried, latinisiert Sifridus) ist ein männlicher Vorname.

## Herkunft und Bedeutung des Namens
- althochdeutsch: sigu (Sieg) und fridu (Friede, Schutz, Sicherheit).

## Namenstag
- 15. Februar

## Varianten
- Sigi, Siggi (deutsch), Sigge (schwäbisch), Siegi (bayrisch)
- Sigfried
- Sigfrid (althochdeutsch, skandinavisch)
- Sigfrido (italienisch, spanisch)
- Sigfredo (spanisch)
- Sigitas (litauisch)
- Sigurd, Sigurður (nordisch)
- Sigfridolinche (altschweizerisch)
- Ziggy (englisch)

## Namensträger

### Historische Zeit
- Sigfried (Wikinger), Wikingerführer
- Siegfried von Merseburg (um 895-† 10. Juli 937), sächsischer Graf, militärischer Oberbefehlshaber Ottos des Großen, Graf von Merseburg und Stifter des Klosters Gröningen/Bode
- Siegfried (Heiliger) († um 1067) (Sigfrid, Sigurd) von Växjö, Patron von Schweden
- Siegfried von Jabilinze († um 1131/39), Graf von Jabilinze
- Siegfried (Guînes) (10. Jhd.), Stammvater des Hauses Guînes
- Siegfried (Paderborn) († 1188), Bischof von Paderborn
- Siegfried von Belzig († nach 1204), Burggraf von Brandenburg
- Siegfried (Regensburg) (zwischen 1188 und 1197–1246), Bischof von Regensburg
- Siegfried I. (Walbeck) († 991) Graf von Walbeck und im Möckerngau
- Siegfried I. (Luxemburg) (919–998), Graf von Luxemburg
- Siegfried I. (Weimar-Orlamünde) (um 1075–1113), Graf von Weimar-Orlamünde
- Siegfried I. (Spanheim) (um 1010–1065), Graf von Spanheim, Ahnherr des Adelsgeschlechts Spanheim
- Siegfried I. (Lebenau) († 1132), Graf von Lebenau
- Siegfried (Hersfeld) (um 1130–1200), Abt von Hersfeld
- Siegfried I. (Vianden) (um 1154–1171), Graf von Vianden
- Siegfried I. von Anhalt († 1184), Bischof von Brandenburg und Erzbischof von Bremen
- Siegfried I. (Cammin) († 1191), Bischof von Cammin
- Siegfried I. (Wittgenstein) (von (Battenberg-)Wittgenstein) († nach 1283)
- Siegfried II. (Lebenau) († um 1163), Graf von Lebenau
- Siegfried II. (Augsburg), von 1088 bis 1096 Bischof von Augsburg
- Siegfried II. (Merseburg) (um 940–nach 980) war Graf im Hassegau und von Merseburg
- Siegfried II. von Wolfsölden, von 1127 bis 1146 Bischof von Speyer
- Siegfried II. von Querfurt († 1310), Bischof von Hildesheim
- Siegfried II. (Weimar-Orlamünde), Graf
- Siegfried III. (Lebenau) († 1190), Graf von Lebenau
- Siegfried III. (Weimar-Orlamünde), Graf
- Siegfried III. von Boyneburg, Graf
- Siegfried IV. von Boyneburg, Graf
- Siegfried IV. (Lebenau) († 1210), Graf von Lebenau
- Siegfried II. (Brandenburg) († 1220), Bischof von Brandenburg von 1216 bis 1220
- Siegfried II. von Eppstein (um 1165–1230), Erzbischof von Mainz, Kurfürst und Erzkanzler
- Siegfried III. von Eppstein (1194–1249), Erzbischof von Mainz, Kurfürst und Erzkanzler
- Siegfried (Eppstein) (Siegfried von Eppstein) (etwa 1256–1332), Adliger der jüngeren Linie des Hauses Eppstein
- Siegfried von Truhendingen († 1150), von 1146 bis 1150 Bischof von Würzburg
- Siegfried von Gelnhausen († 1321), von 1298 bis 1321 Bischof von Chur
- Siegfried von Blomberg († 1374), Erzbischof von Riga
- Siegfried III. von Venningen
- Siegfried (Wied) (1145–1162), Graf der Grafschaft Wied
- Siegfried von Brilon (* vor 1334 † nach 1353), Ritter in Brilon
- Sigefridus (Goldschmied) (oder Zigefridus, auch Meister Sigefridus genannt), Goldschmied am Anfang des 14. Jahrhunderts

### Vorname

#### Siegfried
- Siegfried Heinrich Aronhold (1819–1884), deutscher Mathematiker
- Siegfried Baumegger (* 1972), österreichischer Schachspieler und -trainer
- Siegfried Bock (1926–2019), deutscher Politiker (SED) und Diplomat
- Siegfried Borchardt (1815–1880), deutscher Privatbankier und costa-ricanischer Diplomat
- Siegfried Borchardt (1953–2021), deutscher Neonazi
- Siegfried Buback (1920–1977), Generalbundesanwalt, ermordet von der RAF
- Siegfried Carl, Pseudonym von Rüdiger Krüger (* 1951), deutscher Literat
- Siegfried Charoux (1896–1967), österreichisch-britischer Bildhauer, Maler, Zeichner und Karikaturist
- Siegfried Dessauer (1874–1956), deutscher Schauspieler, Aufnahmeleiter, Filmregisseur und Drehbuchautor
- Siegfried Engl (1911–1982), österreichisch-amerikanischer Skirennläufer und Skischulleiter
- Siegfried Fischbacher (1939–2021), Dompteur, Teil von Siegfried und Roy
- Siegfried Freiberg (1901–1985), österreichischer Schriftsteller und Bibliothekar
- Siegfried Gottwald (1943–2015), deutscher Mathematiker, Logiker und Wissenschaftshistoriker
- Siegfried Gräter (* 1939), deutscher Fußballtorwart
- Siegfried Gropper (1921–1997), deutscher Jurist und Bankmanager
- Siegfried Grosse (1924–2016), deutscher Germanist
- Siegfried Großmann (* 1930), deutscher Physiker
- Siegfried Großmann (1938–2022), deutscher Theologe
- Siegfried Hausner (1952–1975), Mitglied der RAF
- Siegfried Innauer (* 1957), österreichischer Freestyle-Skier und Gastronom
- Siegfried Jacobsohn (1881–1926), deutscher Journalist und Theaterkritiker
- Siegfried Jaeckel (1892–1970), deutscher Biologe und Zahnarzt
- Siegfried Jaschke (* 1939), deutscher Politiker (CDU)
- Siegfried Jerusalem (* 1940), deutscher Sänger (Tenor)
- Siegfried Jordan (1929–2024), deutscher Komponist, Musikredakteur und Moderator
- Siegfried Kollmar (1961–2024), deutscher Polizeibeamter und Polizeipräsident von Mannheim
- Siegfried Köhler (1923–2017), deutscher Dirigent
- Siegfried Köhler (1927–1984), deutscher Komponist
- Siegfried Köhler (* 1935), deutscher Radsportler
- Siegfried Köhler (* 1944), deutscher Volleyballtrainer
- Siegfried Kracauer (1889–1966), deutscher Journalist, Soziologe und Filmhistoriker
- Siegfried Lambor (* 1951), deutscher Fußballspieler
- Siegfried Lang (1887–1970), Schweizer Dichter und Übersetzer
- Siegfried Lefanczik (1930–2016), deutscher Geher
- Siegfried Lenz (1926–2014), deutscher Schriftsteller
- Siegfried Lohr (1935–2017), deutscher Architekt, Bauhistoriker und Zeichner
- Siegfried Lorek (* 1977), deutscher Politiker (CDU)
- Siegfried Lorenz (1928–2014), deutscher Diplom-Kaufmann und Mitglied des Bayerischen Senats
- Siegfried Lorenz (* 1930), deutscher Politiker (SED)
- Siegfried Lorenz (1945–2024), deutscher Sänger (Bariton)
- Siegfried Lorenz (* 1933), deutscher Hammerwerfer
- Siegfried Lorenz (* 1935), deutscher Sportwissenschaftler und Hochschullehrer
- Siegfried Lowitz (1914–1999), deutscher Schauspieler
- Siegfried Marcus (1831–1898), österreichischer Techniker und Erfinder
- Siegfried Matthus (1934–2021), deutscher Komponist und Dramaturg
- Siegfried Münch (1928–2001), deutscher Agrarökonom und Hochschullehrer
- Siegfried Neuburg (1928–2003), österreichischer Maler und Grafiker
- Siegfried Neuenhausen (* 1931), deutscher Bildhauer, Maler und Grafiker, Autor und Herausgeber
- Siegfried Oberndorfer (1876–1944), deutscher Mediziner und Hochschullehrer
- Siegfried Ochs (1858–1929), deutscher Chorleiter und Komponist
- Siegfried Placzek (1866–1946), deutscher Neurologe und Psychiater
- Siegfried Pückler-Limpurg (1871–1963), deutscher Kunsthistoriker und Gutsbesitzer
- Siegfried Quandt (1936–2024), deutscher Historiker und Kommunikationswissenschaftler
- Siegfried Rauch, (1932–2018), deutscher Schauspieler
- Siegfried Rauhut (* 1938), deutscher Endurosportler
- Siegfried Rein (1936–2020), deutscher Paläontologe
- Siegfried-Michael Ressel (1916–1997), deutscher Film- und Theaterschauspieler
- Siegfried Rosenthal (1888–unbekannt), deutscher Schifffahrtsunternehmer
- Siegfried Sassoon (1886–1967), britischer Schriftsteller
- Siegfried Schauzu (* 1939), deutscher Motorradrennfahrer
- Siegfried Schöpfer (1908–2007), deutscher Meteorologe
- Siegfried Schopflocher (1877–1953), deutsch-kanadischer Bahai
- Siegfried Schoppe (* 1944), deutscher Wirtschaftswissenschaftler und Hochschullehrer
- Siegfried Schulz (1870–1942), deutscher Major und Freikorpsführer
- Siegfried Schulz (1914–1997), deutscher Generalleutnant
- Siegfried Spahn (* 1940), deutscher Generalarzt
- Siegfried Stadler (1953–2023), deutscher Journalist und Autor
- Siegfried Terpoorten (* 1971), deutscher Schauspieler
- Siegfried Unseld (1924–2002), Verleger und Leiter des Suhrkamp Verlages
- Siegfried Vierzig (1923–2020), deutscher evangelischer Theologe und Religionspädagoge
- Siegfried Wagner (1869–1930), Dichter-Komponist, Sohn von Richard Wagner
- Siegfried Oswald Wagner (1902–1975), deutscher Schauspieler, Autor, Hörspielsprecher, Hörspiel- und Theaterregisseur, siehe S. O. Wagner
- Siegfried Wentz (* 1960), deutscher Zehnkämpfer
- Siegfried Martin Winter (1893–1975), deutscher Autor
- Siegfried Wittenburg (* 1952), deutscher Fotograf und Autor
- Siegfried Zimmermann (1927–2012), deutscher Bildhauer

#### Sigfried
- Sigfried Asche (1906–1985), deutscher Kunsthistoriker und Museumsdirektor
- Sigfried Foulkes (1898–1976), deutsch-britischer Psychiater und Psychoanalytiker
- Sigfried Giedion (1888–1968), Schweizer Architekturhistoriker
- Sigfried Held (* 1942), deutscher Fußballspieler und -trainer
- Sigfried Möckel (1923–1987), deutscher Politiker, Funktionär der DDR-Blockpartei LDPD, 1961 bis 1974 Bürgermeister in Eisenach
- Sigfried Schibli (* 1951), schweizerischer Musikpublizist und Autor
- Sigfried Uiberreither (1908–1984), österreichischer Jurist und Funktionsträger der NSDAP

## Siegfried in der Kunst
- Siegfried der Drachentöter (Nibelungensage)
- Siegfried, Pfalzgraf zu Mayen (Genovevasage)
- Siegfried ist in Richard Wagners Tetralogie Der Ring des Nibelungen die Titelgestalt der Oper Siegfried und eine Figur in der Oper Götterdämmerung.
- Siegfrieds Grab als kulturgeschichtlicher Diskurs: Kaiser Friedrich III. und das Hünengrab bei Worms
- Siegfried ist der Prinz im Ballett Schwanensee
- Siggi Jepsen ist der Protagonist im Roman Deutschstunde von Siegfried Lenz